# Werner Grünzweig
Werner Grünzweig (* 1959 in Graz) ist ein österreichischer Musikwissenschaftler und Archivar.

## Leben
Grünzweig studierte zunächst Klavier an der Grazer Musikhochschule, seit 1984 Musikwissenschaft und Amerikanistik an der Freien Universität Berlin. Das Studium schloss er 1989 mit dem M.A. ab. 1995 wurde er mit einer Dissertation zu Alban Bergs Schriften über seinen Lehrer Schönberg promoviert. Die Arbeit erschien im Jahr 2000 in der Universal Edition (Wien) unter dem Titel Ahnung und Wissen, Geist und Form: Alban Berg als Musikschriftsteller und Analytiker der Musik Arnold Schönbergs. Seit 1994 ist Grünzweig Leiter des Musikarchivs der Akademie der Künste Berlin. Seit 2025 ist er Vorsitzender der Eduard Erdmann-Gesellschaft.

## Schriften (Auswahl)
- Werner Grünzweig, Gesine Schröder, Martin Supper (Hrsg.): Schnebel 60. Wolke, Hofheim 1990, ISBN 3-923997-36-1.
- Harald Kaufmann: Von innen und außen. Schriften über Musik, Musikleben und Ästhetik. Hrsg. v. Werner Grünzweig und Gottfried Krieger. Wolke, Hofheim 1993. ISBN 3-923997-52-3.
- Werner Grünzweig: Ahnung und Wissen, Geist und Form. Alban Berg als Musikschriftsteller und Analytiker der Musik Arnold Schönbergs. (Alban-Berg-Studien, Bd. 5) Wien, Universal Edition 2000, 320 S. ISBN 3-7024-0256-X.
- Werner Grünzweig: Hans Zender. Vielstimmig in sich. Stiftung Archiv der Akademie der Künste. Wolke, Hofheim 2008, 118 S. ISBN 3-936000-25-5.